# Björkö (Mälaren)
59°19′29″N 17°33′35″Ø / 59.32472°N 17.55972°Ø
 For alternative betydninger, se Björkö. (Se også artikler, som begynder med Björkö)
Björkö er en ø i Södra Björkfjärden i Mälaren som hører under Ekerö kommun og Adelsö församling. Den ligger syd for Adelsö og vest for Ekerö. På øen findes resterne efter vikingetidens handelsby Birka, som er et af Sveriges vigtigste fortidsminder.
Björkö har i dag et areal på omkring 4 x 1,5 kilometer. I vikingetiden, da Mälaren var en vig af Østersøen, var øen betydeligt mindre. Ved den postglaciale landhævning er landet ind til nutiden hævet med ca. fem meter og den sydlige del af Björkö er ikke længere en selvstændig ø. Denne del består hvovedsageligt af moræne og klippe. På det højeste punkt, Ingaberget, ligger gravhøje fra bronzealderen.
På Björkös nordlige del findes en stor mængde fortidsminder fra vikingetiden, især gravhøje, i hvilke der er gjoprt mange fund, og på et højt bjerg findes rester fra en fortidsborg. Midt i borgen rejstes i 1834 et stort stenkors, Ansgarkorset som kan ses fra en stor del af øen og fra vandet. På området kaldet "Svarta jorden" lå mellem år 790 og 990 den vigtige handelsby Birka. Birka er (sammen med Hovgården på Adelsö) siden 1993 været på UNESCOs liste over verdensarv og er et af Riksantikvarieämbetets højest prioriterede og fundrige arkæologiske udgravningsområder.
På sydøstsiden ligger Ansgarskapellet som byggedes i 1930 efter arkitekten Lars Israel Wahlmans tegninger, til minde om biskop Ansgars rejser til Birka. Kapellet er opført af rød sandsten og indvendigt udsmykket med blandt andet skulpturer af Carl Eldh. Øen lille by Björkö by, ligger midt på øen.